# 아남전자
아남전자는 대한민국의 전자 기업이다. 1973년 4월 20일에 컬러 및 흑백 TV 수상기의 제조, 판매 등을 목적으로 아남산업(주)와 일본 마쓰시타전기산업(주)의 합작계약으로 '주식회사 한국나쇼날전기'라는 외국계 기업으로 설립되었다. 1974년 1월에 대한민국 최초로 컬러 TV 생산을 개시했다.

## 사업
하만에 OEM, ODM 방식으로 제품을 납품하고 있다.

## 같이 보기
- 아남그룹